# Castell de Warwick
El  Castell de Warwick, és un castell medieval desenvolupat a partir d'un original construït per Guillem el Conqueridor l'any 1068. Warwick és la capital del comtat de Warwickshire, Anglaterra, situada en un meandre del riu Avon.
El castell original de fusta, de tipus de mota i pati, va ser reconstruït en pedra al segle xii. Durant la Guerra dels Cent Anys, la façana enfront de la ciutat va ser fortificada, donant lloc a un dels exemples més coneguts de l'arquitectura militar del segle xiv. Va ser utilitzat com una fortalesa fins a principis del segle xvii, quan li va ser concedit a Sir Fulke Greville per Jaume I l'any 1604. Greville el converteix en una casa de camp i va ser propietat de la família Greville, que es van convertir en comtes de Warwick l'any 1759, fins a 1978 quan va ser comprat pel Grup Tussauds.

## Primera fase

### Els comtes

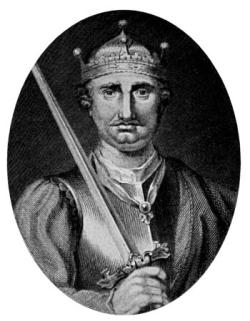
Guillem I vist per un artista del.

Ethelfleda de Wessex, filla d'Alfred el Gran, fou el primer estrateg militar que va aprofitar les qualitats defensives de la zona. Mèrcia, el regne anglosaxó central, estava amenaçada per invasors danesos i, per això, l'any 914 va ordenar Ethelfleda construir una muralla de terra per protegir l'assentament de Warwick, en el cim del pujol.
En realitat fou Guillem el Conqueridor el responsable del primer autèntic castell que en intenció de consolidar la Conquesta Normanda al centre i nord d'Anglaterra, va manar a construir en el lloc un terraplè i posteriorment un fort l'any 1068 amb idea de dominar la zona i assegurar les seves línies de subministrament.
Henry de Beamont, en recompensa per la seva fidelitat, va ser nomenat per Guillem com conestable, convertint-se en el primer Comte de Warwick. En aquells dies el castell va anar substituint la fusta per murs de pedra, en concret fins a 1260.
Henry, va canviar de nom durant el seu mandat, sent conegut com de Newburgh. Cinc dels seus fills van seguir els seus passos en heretar el títol de Comte de Warwick. Thomas de Newburgh, l'últim d'ells a obtenir el títol, va morir l'any 1242 sense hereus, heretant el castell i els seus dominis la seva germana Margaret.

### El castell

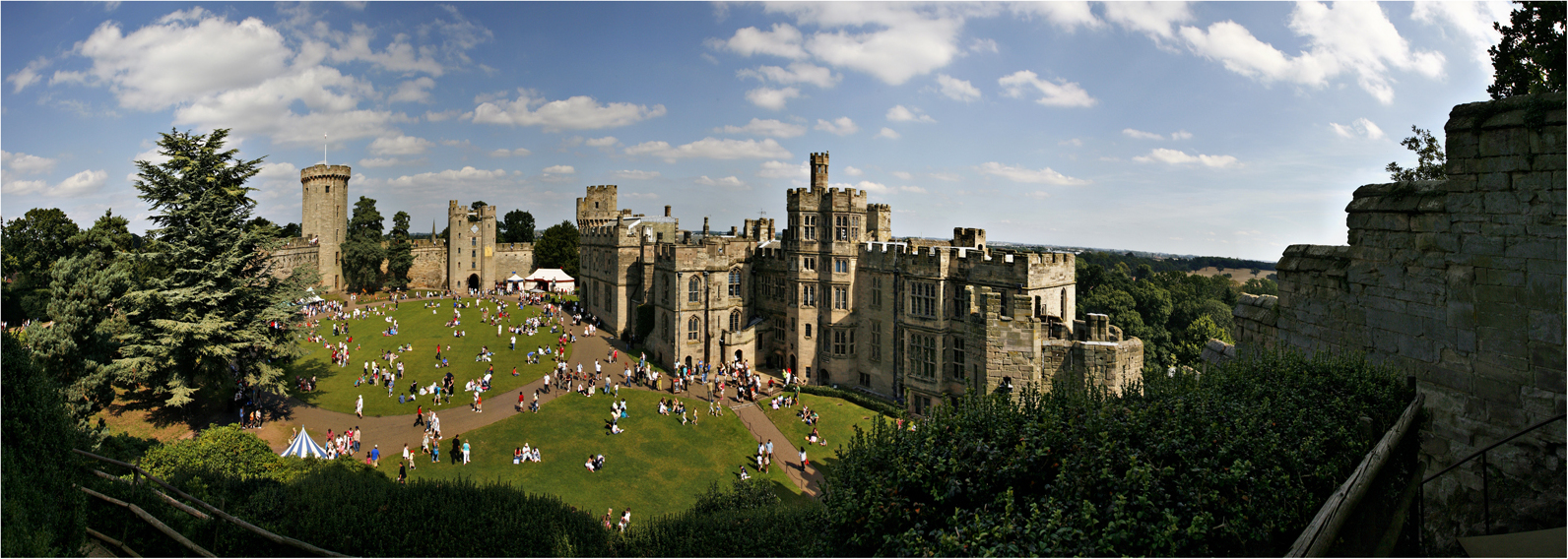
.

El primer castell que va haver-hi a Warwick, consistia en un monticle artificial que coronava el penya-segat que duia al riu. Completant el monticle hi havia una estacada, dins de la qual s'alçava una torre quadrada de fusta. La tanca estava emplaçada davant del monticle, separada per un fossat. Dins de l'estacada s'apinyaven els edificis de fusta: una sala amb el sostre de palla, una petita capella, una cuina, un forn de pa, una cerveseria, allotjaments per a la tropa, estables per als cavalls, la ferreria i l'armeria.

## Segona fase

### Els comtes
Margaret de Newburgh es va casar amb John de Plessis, matrimoni que no va tenir descendència, per la qual cosa l'any 1263 el títol va anar a parar a William Mauduit, cosí de la comtessa.
Mauduit va tenir la mala sort de rebre el comtat durant la Segona Guerra dels Barons, on va prendre partit pel rei. Aquesta opció va resultar no ser la més prudent, ja que Simó de Montfort, comte de Leicester i capitost dels barons rebels, tenia el seu baluard al castell de Kenilworth, que estava a només 8 quilòmetres de distància.
Mauduit, malgrat la proximitat del seu enemic, no es va molestar a preparar la defensa del castell. Per tant, no va causar sorpresa, excepte potser al propi William, que el governador de Kenilworth, ataqués el castell l'any 1264, obrís una bretxa en les muralles i capturés a Mauduit i a la seva dona, demanant rescat per ells.
William de Beauchamp va succeir al seu oncle William Mauduit després de la mort d'aquest l'any 1268, iniciant un llinatge que duraria 148 anys i va portar al castell a la culminació de la seva prosperitat. William de Beauchamp va ser popular com a cabdill militar a les ordres d'Eduard I.
Exemple de la ferma importància dels Beauchamp, és que el seu fill Guy formés part d'un grup de comtes coneguts com els Ordainers.

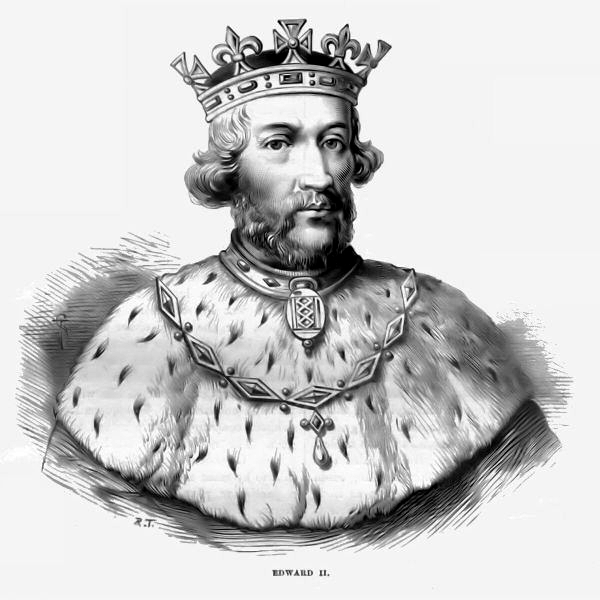
Eduard II.

Preparats per defensar sòlidament els seus interessos, tractaven d'imposar, mitjançant una sèrie d'ordenances alguna forma de control sobre la qual el rei Eduard II, aconseguia els seus ingressos i regia el regne. Per alguns Ordaniers, les queixes sobre el poder real se centraven en la influència en la cort de Piers Gaveston, un cavaller gascó amant del rei.
En un instant d'elevada rigidesa política, l'any 1312, Gaveston, amb l'oferta que li perdonarien la vida, es va rendir als Ordainers. No obstant això, Guy de Beauchamp es va encarregar del presoner i el va empresonar al castell de Warwick. Després d'un judici abreujat, Gaveston va ser condemnat a mort i decapitat a Blacklow, a les portes de Warwick.
Encara que Guy va sucumbir tres anys després, el seu immadur fill no li va succeir en el títol fins a l'any 1329 per ser menor d'edat. Tomás de Beauchamp va arribar a la majoria d'edat poc abans que esclatés la Guerra dels Cent Anys entre Anglaterra i França.

### El castell
L'any 1220, el castell havia sofert una gran transformació en ser substituïda la fusta per la pedra com a material bàsic en gairebé totes les seves edificacions. Havia desaparegut l'estacada normanda: ara completava el monticle el que es coneix com a “Torrassa de la Petxina”, una torre circular amb rígids murs amb merlets i plataformes des de les quals lluitaven els soldats. També el fort exhibia un nou sistema defensiu. El voltava una muralla de pedra de 7,6 m, reforçada al nord per dues torres i un imponent vestíbul amb un pont llevadís, i torres addicionals per l'est i oest. La capella i la sala des de les quals administrava el comte els seus estats, ja eren també de pedra.

## Tercera fase

### Els comtes

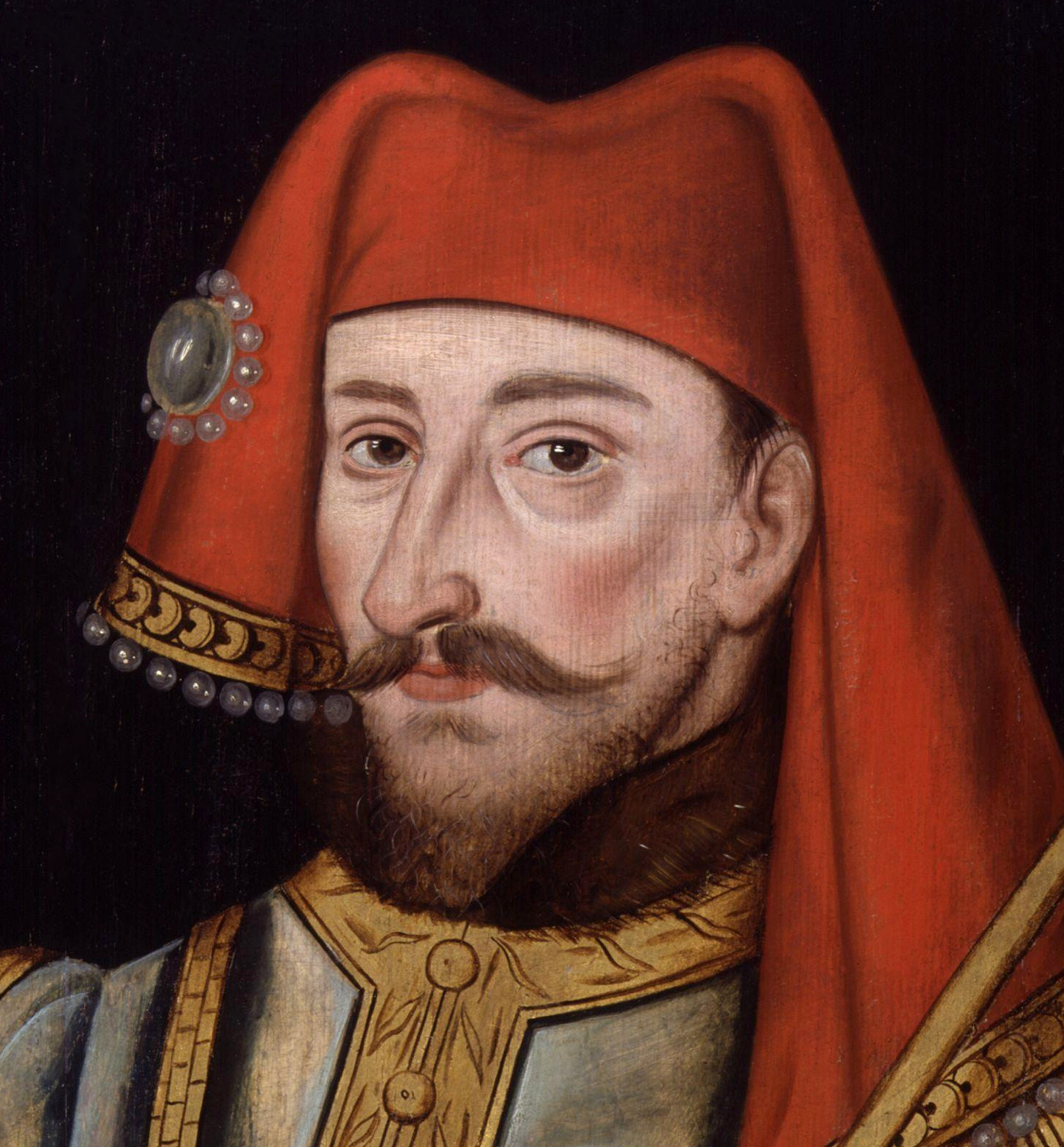
Enric IV d'Anglaterra.

L'any 1337, Eduard III va reafirmar les pretensions dels Plantagenet al tron de França i, l'any 1338, va començar el llarg conflicte. Tomás de Beauchamp va destacar com un dels cabdills favorits del rei. Va lluitar a Crecy (1346) i Poitiers (1356) i va estar entre els primers cavallers de l'Orde de la Lligacama. La seva posició en els rangs de l'exèrcit anglès era tal que es va convertir en conseller militar del fill d'Eduard III, el Príncep Negre. També va ser Thomas qui va començar la ingent reconstrucció del castell al segle xiv.
La destinació del seu fill, Thomas el Jove, va estar subjecte a les lluites internes i a les purgues polítiques que van marcar el regnat de Ricard II. En un nou enfrontament entre elements de la noblesa i de la corona, Thomas i altres quatre senyors van obligar a Ricard, al ‘Parlament Despietat’, a deposar o a executar a alguns dels seus favorits.
L'any 1387, Ricard es va venjar. Percebent que les circumstàncies polítiques l'afavorien, va portar a judici als senyors de 1388. Warwick es va confessar reu de traïció. El van bandejar a l'Illa de Man i van confiscar les seves terres i el seu títol. Thomas no va poder reclamar la seva herència fins que el tron i Ricard va ser usurpat per Enric Bolingbroke (Enric IV) l'any 1399.

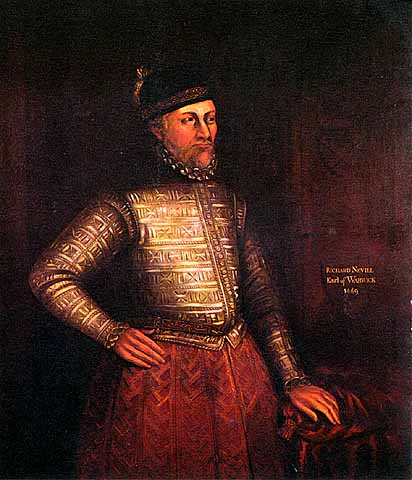
El comte de Warwick Richard Neville.

El successor de Thomas, el seu fill Richard, va arribar a se potser el més prominent de tots els Beauchamp. Igual que la del seu avi, la fama de Richard es va forjar en una intensa fase de la Guerra dels Cent Anys.
Enric V confiava tant en la seva capacitat que el va nomenar tutor del seu jove fill, el futur Enric VI.
L'any 1431, quan els anglesos van pagar el rescat i es van fer amb la captiva Joana d'Arc, li va tocar a Richard Beauchamp, com a Capità de Caleu, supervisar el seu judici per presumpta heretgia i la seva crema en la foguera a la plaça de Rouen, ciutat del nord de França.
La guerra li va reportar beneficis a Richard. Per descomptat va aconseguir diners suficients per seguir el costós programa de reconstrucció del castell.
El fill de Richard, Henry, es va criar amb el futur Enric VI. L'any 1445, el rei va nomenar al seu amic d'infància primer Duc de Warwick. Però també va ser l'últim, ja que el títol va desaparèixer amb ell a l'any següent.
Henry va deixar només una filla petita, i quan ella va morir a l'edat de cinc anys, el ducat i les terres van passar a la germana d'Henry, Anna de Beauchamp. A la fi de la dècada de 1440, Anna es va casar amb Richard Neville, i el llinatge dels Beauchamp es va extingir.
Cap comte de Warwick va tenir tant poder en el regne com Neville, encara que fora per poc temps. Al llarg de la Guerra de les Dues Roses, Warwick, en ajudar a deposar Enric VI i Eduard IV, es va guanyar el títol de Forjador de Reis.

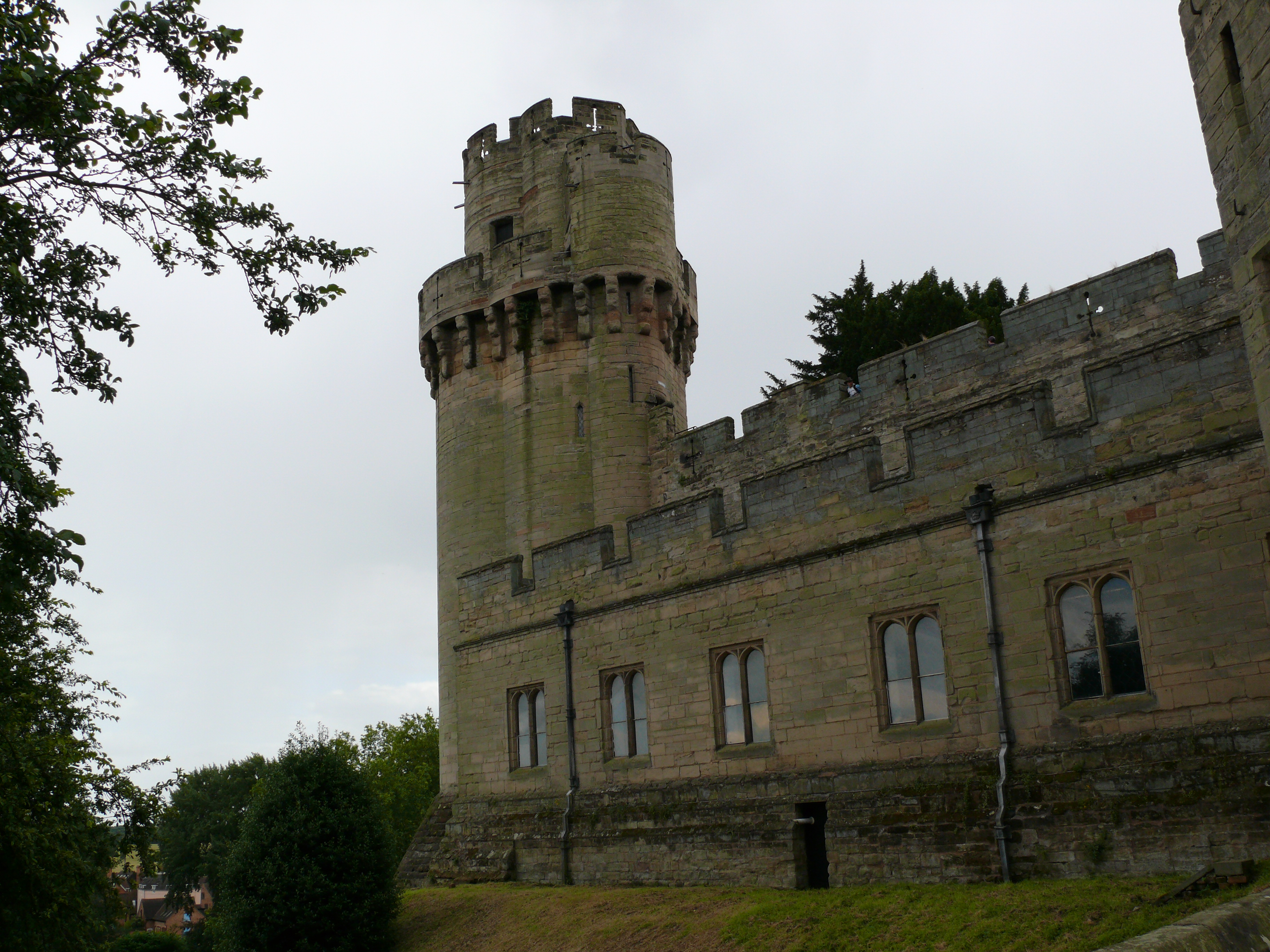
La Torre del César vista des de l'entrada principal del castell.

Però l'ambició que el va fer pujar li va portar també la caiguda. A la mort de Neville, derrotat en la batalla de Barnet l'any 1471, el castell i les terres van ser concedides per Eduard IV al seu propi germà, George, duc de Clarence.
Clarence tenia un passat de deslleialtat (en cert moment havia estat aliat de Neville en la Guerra de les Dues Roses) i, malgrat passar-se al bàndol d'Eduard IV, en realitat mai havia deixat de cobejar el tron. Sospitós d'intrigar contra Eduard, va ser empresonat i mort en 1478.

### El castell
Durant el segle xiv i XV, un ampli programa de reconstrucció va tornar a transformar el castell. Ara s'elevaven al cel dues colossals torres que encara dominen el costat est del castell; imposant-se per sobre del riu estava la Torre de César amb la seva base escarpada, mentre a la dreta es va alçar la torre de Guy, de dotze costats. Entre les dues quedava el vestíbul, al que s'havia afegit una altra estructura defensiva anomenada barbacana, que penetrava en el fossat i albergava el pont llevadís. Punt feble potencial de la defensa del castell, el flanc sud-oest de la muralla que dona al riu es va protegir construint la Torre de la Porta de l'Aigua. Unes casernes de dos pisos flanquejaven ara la Torre de Guy, i es van afegir estances extra a la capella i la gran sala.

## Quarta fase

### Els comtes

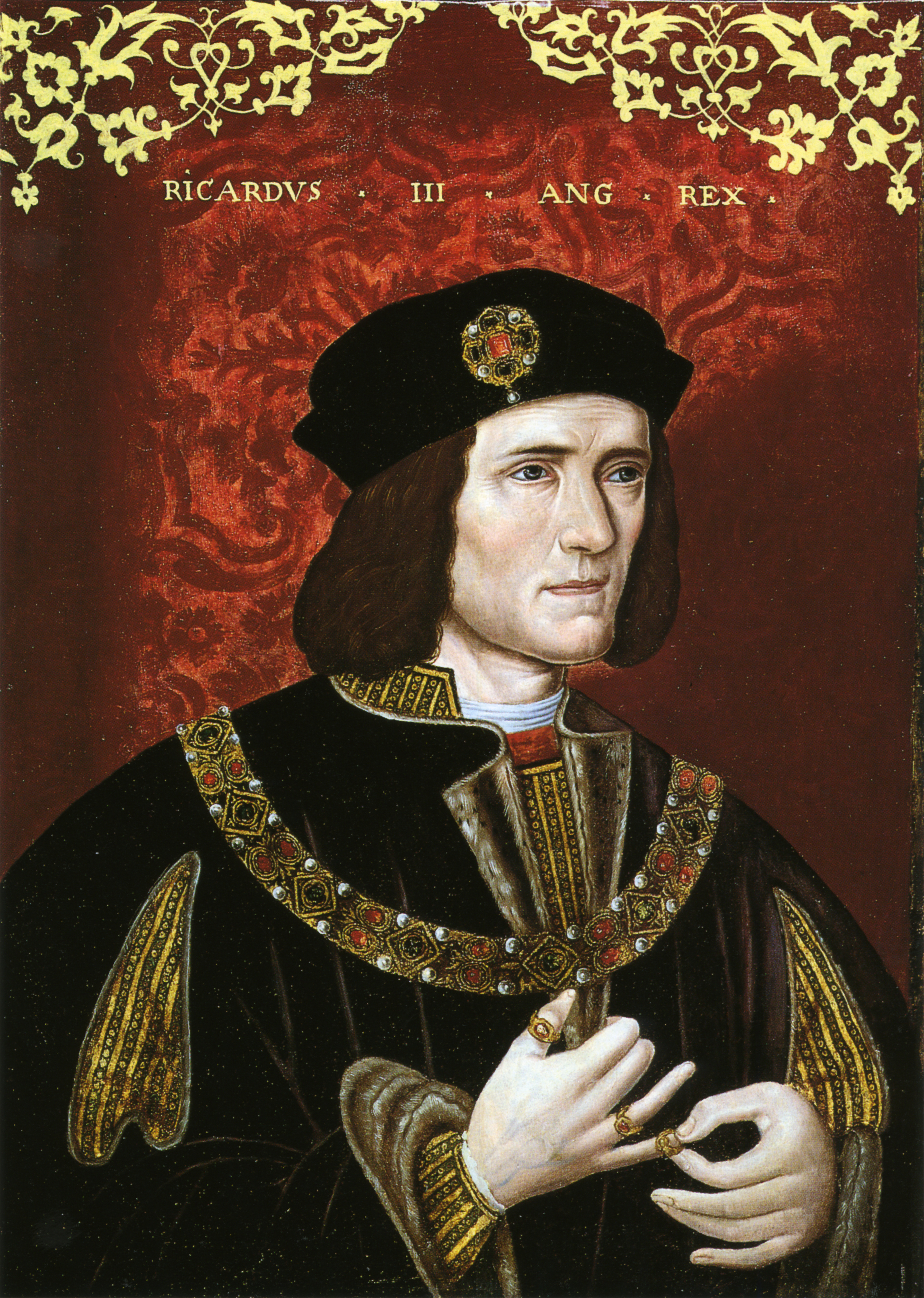
Ricard III.

Un últim succés arribaria al castell a les Guerres de les Dues Roses. Després de l'execució de Clarence, el seu germà Ricard de Gloucester (el futur Ricard III), va prendre possessió del castell. La seva dona, Anna, era la filla petita de Neville.
El títol de Comte de Warwick va ser conservat pel fill de Clarence, Eduard, encara que no li va portar molta sort. Com a últim Plantagenet (i per tant possible rival del rei Tudor, Enric VII), va ser tancat a la torre de Londres. Allà va estar des de 1485 fins a 1499, quan va ser executat suposadament per conspirar amb el segon dels dos primers pretendents al tron, Perkin Warbeck.
No havent-hi successor natural d'Eduard, el castell va quedar com a propietat de la corona. Amb Enric VIII, es van fer obres per reforçar els murs que donen al riu.
L'any 1547, no obstant això, el jove Eduard VI va concedir el títol a John Dudley, membre del Consell de Regència establert per ajudar el rei de 9 anys a governar en els anys immediats a la mort d'Enric VIII.
Des de 1550, el nou Comte de Warwick va exercir una immensa influència al govern del país. Però la mala salut d'Eduard el posava en una posició no del tot segura, i la primerenca mort del rei l'any 1553 va deixar a Dudley enfront del que tant temps havia temut: la perspectiva que la germana d'Eduard, Maria, ascendís al tron i el derroqués.
La seva reacció, aprovada per Eduard abans de morir, va ser col·locar en el tron a la seva nora, Lady Jane Grey. El cop d'estat, va comptar amb poc suport i amb prou feines va durar dues setmanes. Al final Maria Tudor va reclamar el seu dret al tron i Dudley, el seu fill Gildford i Lady Jane Grey van ser executats com a traïdors.

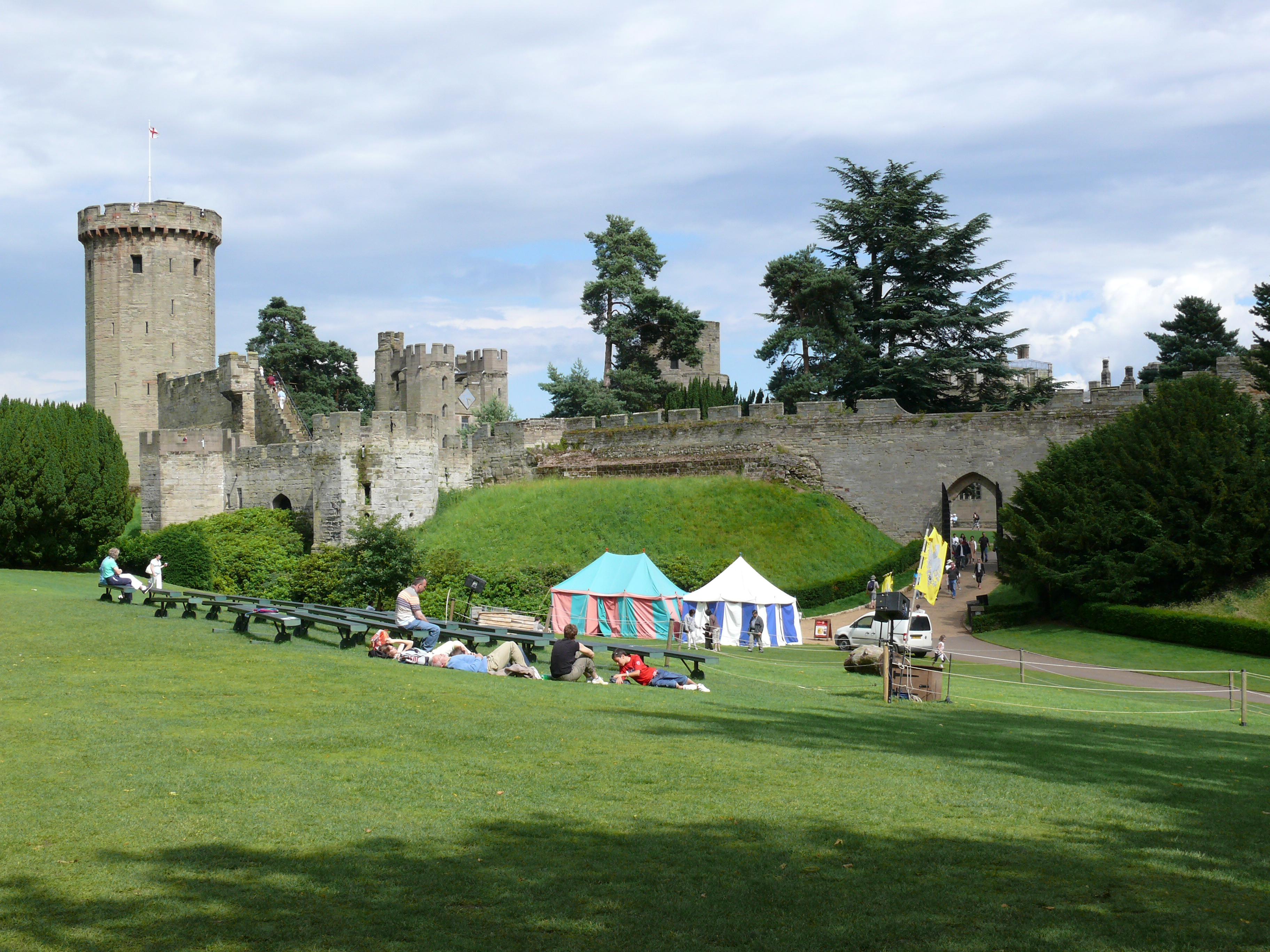
Les torres més petites de l'esquerra són les de l'Ós i la de Clarence.

Sota Isabel I, que va succeir a Maria, la família Dudley va tornar a comptar amb el favor reial. Isabel no només va nomenar a Ambrose Dudley, germà de Gildfor, Comte de Warwick, sinó que a més li va concedir el castell. Ambrose va morir l'any 1540 sense hereus, i la propietat va tornar a la corona.
L'any 1604, Jaume I va regalar el castell, en aquells dies en ruïnes, a Sir Fulke Greville, el títol de Comte de Warwick, en canvi va ser concedit a Lord Rich l'any 1618 i va romandre en la seva família fins a 1759.

### El castell
A la dècada de 1480, el castell estava en mans del Duc de Gloucester, el futur Ricard III, i va ser qui va ordenar construir una torre addicional en la muralla nord. Aquest enorme edifici de planta quadrada havia de ser un baluard defensiu autosuficient, mesura de seguretat contra possibles motins de la mateixa guarnició del castell. La mort de Ricard l'any 1485 va provocar que no es construïssin més que dues torres d'angle, conegudes com a Torre de l'Ós i Torre de Clarence i a una altura molt menor del previst.
Durant el regnat d'Enric VIII, es va refer la cuina. Al segle xvi es va alçar també la Torre de l'espia, i les seccions baixes dels edificis domèstics a l'esquerra de la Gran Sala. Per la mateixa època es va reforçar la cara del penya-segat natural per distribuir millor el pes de les muralles per damunt i detenir l'erosió del sòl de roca per sota.

## Cinquena fase

### Els comtes
Greville, que ja havia servit en càrrecs públics a Isabel, va ser Canceller varis anys per Jaume I. En deixar el càrrec l'any 1621, Greville va rebre el títol nobiliari de Baró de Brooke.
Arran de la seva mort a les mans del seu criat descontent, el domini va passar al seu fill adoptiu, Robert Greville, el segon Lord Brooke.
En esclatar la Guerra Civil, va ser nomenat Comandant de les Forces Parlamentàries a Staffordshire i Warwickshire. L'agost de 1642, el castell, sota Sir Edward Peyto, va suportar un feble setge de les tropes reials.
Mort Robert Greville, en combat a Lichfield, el castell va anar passant a cadascun dels seus tres fills en uns pocs anys. Primer ho va rebre el major, Francis i després el menor, Robert.
Aliè, pel que sembla, a les idees radicals del seu pare, Robert va intervenir en la restauració de la monarquia l'any 1660.
Igual que Francis, va morir sense fills i llavors li va tocar heretar al tercer dels germans. Fulke Greville, el cinquè Lord Brooke, va ser triat parlamentari i va ajudar a la reconstrucció de la ciutat de Warwick després d'un desastrós incendi l'any 1694.
El vuitè Lord Brooke, Francis Greville, es va casar amb Elizabeth, la germana de Sir William Hamilton. Es tracta del William Hamiltom la dona del qual, Emma, va tenir uns tempestuosos enamoriscaments públics amb Lord Nelson.

### El castell
Quan el castell va ser assetjat pels realistes de la Guerra Civil anglesa, es van adoptar diverses mesures defensives. Es van col·locar canons en el monticle i es van establir posicions de tir a la cambra de guàrdia a la part alta de la Torre de Guy. Va quedar en peu el costat est de la torrassa de la petxina, el mur de pedra semicircular del cim. Per 1670, s'hauria construït l'edifici que ara alberga Mort o Gloria, al principi usat com a bugaderia i cerveseria, limítrof a la muralla aquest, entre la Torre de César i el vestíbul.

## Sisena fase

### Els comtes

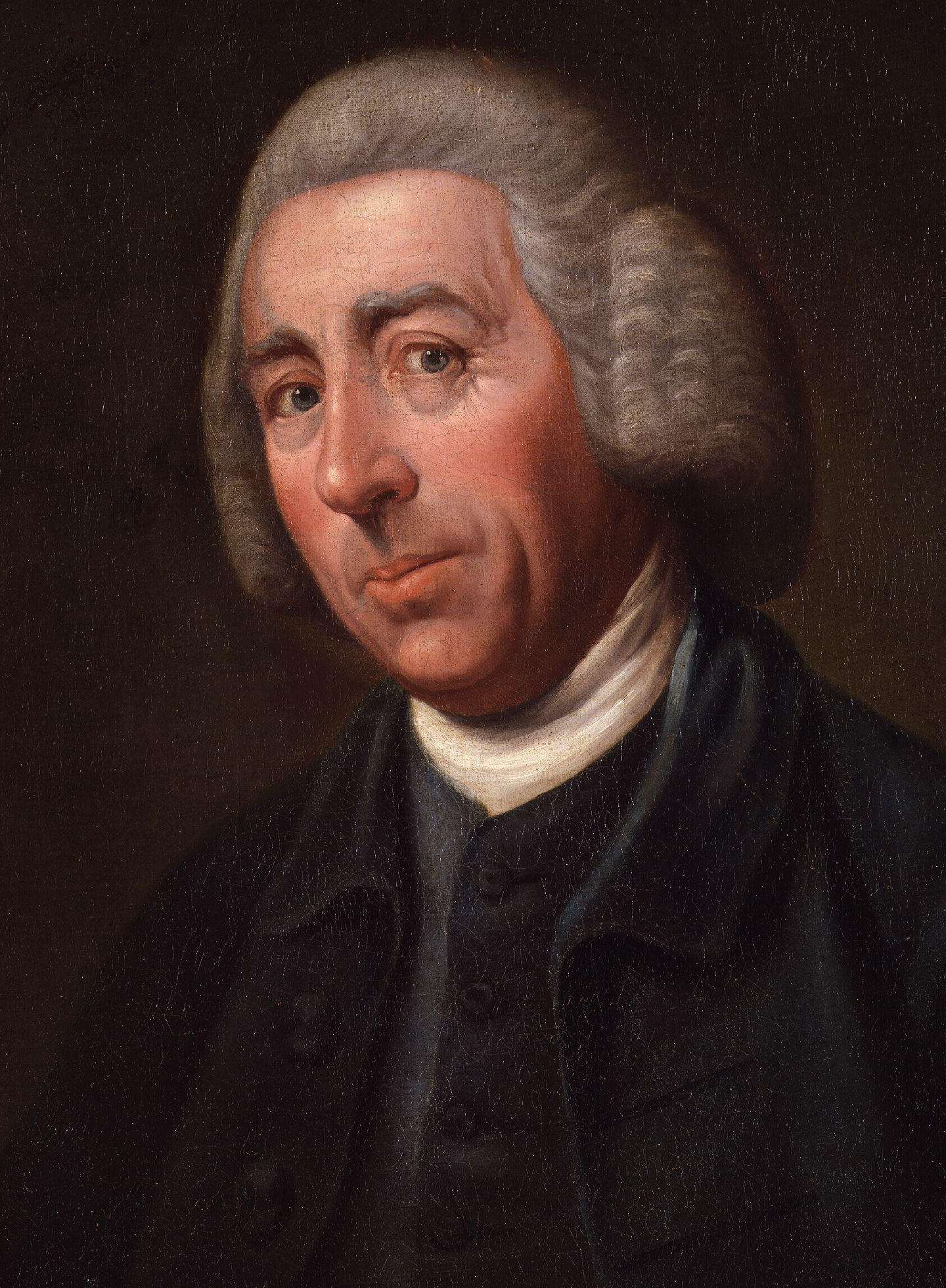
Lancelot Brown.

En extingir-se la família Rich l'any 1759, Francis va sol·licitar i va obtenir el títol de Comte de Warwick, reunint així de nou títol i castell. En la dècada de 1750, va encarregar a Lancelot “Capability” Brown el disseny paisatgístic dels jardins.
El seu fill George Greville va mostrar igual zel a millorar l'aspecte i l'estil del castell. Va donar els retocs finals a les Estances d'Estat i va comprar molts dels quadres i mobles que ara s'exhibeixen. Desgraciadament, el seu entusiasme era major que el seu compte bancari. L'any 1804, es va veure obligat a vendre finques llunyanes per mantenir la solvència.

### El castell
El reacondicionament de les parts habitades va començar al segle xvii i va continuar en un estil exuberant al llarg del segle xviii. A més d'alguna altra alteració, es va afegir un magnífic menjador a les Estances de l'Estat l'any 1763. També va haver-hi molts canvis elegants al parc. El monticle es va remodelar atractivament amb dues noves torres i un adarb. Els jardins es van remodelar segons els plànols de “Capability” Brown, qui també va dissenyar el pati. Es va afegir una porta entre la Torre de l'Ós i la Torre de Clarence i els terrenys del castell es van ampliar pel nord i per l'est. L'any 1796 es van construir el pavelló d'entrada i el camí principal. Cap a 1800, vist des de fora, el castell era com avui, encara que un incendi l'any 1871 va obligar a refer àmpliament molts de les estances privades.

## Setena fase

### Els comtes

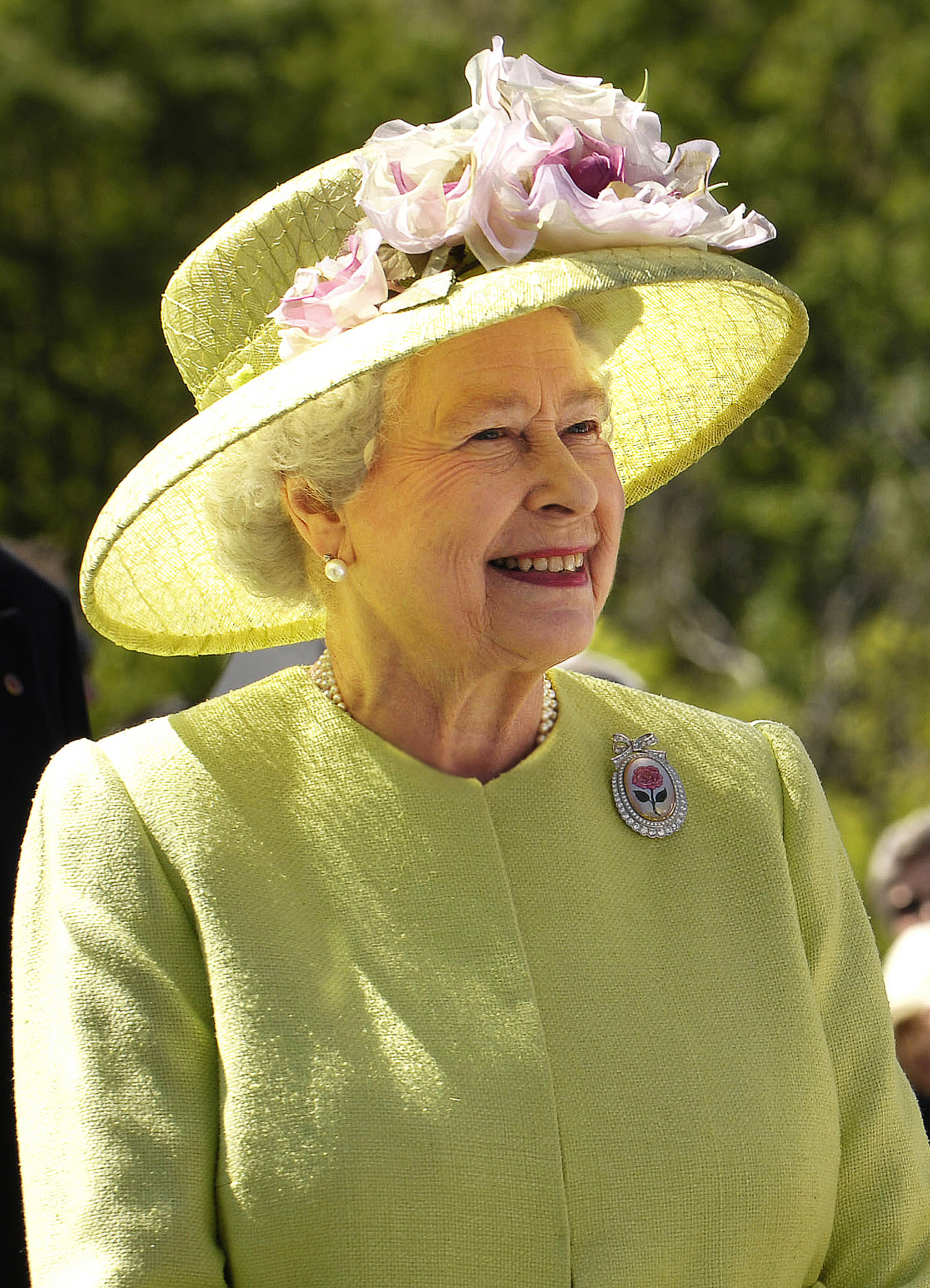
SM la Reina d'Anglaterra, Isabel II.

Les finances eren menys problemàtiques quan Francis Richard Greville i la seva dona Frances donaven les seves festes de l'alta societat en la dècada de 1890.
El seu fill Leopold, conegut com a Guy, es va casar amb Elfrida Marjorie Eden, germana major del futur Primer ministre Anthony Eden, va ser corresponsal de Reuters en la Guerra Rus-Japonesa de 1905 i després Brigadier General de l'exèrcit canadenc en la I Guerra Mundial.
El setè Conde Greville, Charles Guy, amb el nom artístic de Michael Brooke, va provar sort al món de Hollywood. El cim de la seva carrera va ser un paper secundari a L'Esquadrilla de l'alba (1938), protagonitzada per Errol Flynn i David Niven. També va crear una pantalla de cinema a la teulada del castell que encara es conserva.

### El castell
El novembre de 1978, el seu fill David va vendre el castell de Warwick al Grup Tussauds. Des de llavors el Grup Tussauds ha realitzat àmplies obres de restauració i ha obert al públic moltes parts del castell que abans estaven tancades.
Una vegada restaurada al seu disseny original, el roserar Victorià va ser inaugurada per SAR la Princesa de Gal·les, Lady Diana l'any 1986.
SM la Reina i SAR el Duc d'Edimburg van fer el recorregut en la seva visita al castell al novembre de 1996. En aquesta visita, La seva Majestat va descobrir també una espasa commemorativa.
L'any 2002 es va obrir per primera vegada al públic el molí i la central elèctrica.

## Comtes de Warwick
| Període   | Comte                    |
| --------- | ------------------------ |
| 1088-1119 | Henry De Newburgh        |
| 1119-1153 | Roger De Newburgh        |
| 1153-1184 | William De Newburgh      |
| 1184-1203 | Waleran De Newburgh      |
| 1203-1229 | Henry De Newburgh        |
| 1229-1242 | Thomas De Newburgh       |
| 1242-1263 | John Du Plessis          |
| 1263-1268 | William Mauduit          |
| 1268-1298 | William De Beauchamp     |
| 1298-1315 | Guy De Beauchamp         |
| 1329-1369 | Thomas De Beauchamp      |
| 1369-1401 | Thomas De Beauchamp      |
| 1401-1439 | Richard Beauchamp        |
| 1439-1446 | Henry Beauchamp          |
| 1446-1449 | Anne Beauchamp           |
| 1449-1471 | Richard Neville          |
| 1472-1478 | George Plantagenet       |
| 1478-1499 | Edward Plantagenet       |
| 1499-1547 | Propietat de la Corona   |
| 1547-1553 | John Dudley I            |
| 1553-1554 | John Dudley II           |
| 1561-1590 | Ambrose Dudley           |
| 1590-1604 | Propietat de la Corona   |
| 1604-1628 | Sir Fulke Greville       |
| 1618-1619 | Robert Rich I            |
| 1619-1658 | Robert Rich II           |
| 1621-1628 | Sir Fulke Greville       |
| 1658-1659 | Robert Rich III          |
| 1659-1673 | Charles Rich             |
| 1673-1675 | Robert Rich IV           |
| 1675-1701 | Edward Rich I            |
| 1701-1721 | Edward Henry Rich        |
| 1721-1759 | Edward Rich II           |
| 1759-1773 | Francis Greville         |
| 1773-1816 | George Greville          |
| 1816-1853 | Henry Richard Greville   |
| 1853-1893 | George Guy Greville      |
| 1893-1924 | Francis Richard Greville |
| 1924-1928 | Leopold Guy Greville     |
| 1928-1984 | Charles Guy Greville     |
| 1984-1996 | David Greville           |
| 1996-     | Guy Greville             |